# Code du régime d'échange
Le code du régime d’échange est un code numérique à deux caractères utilisé pour la numérotation des wagons et voitures de chemin de fer des réseaux de l'union internationale des chemins de fer (UIC) et de l'Organisation pour la coopération des chemins de fer (OSJD), soit environ 60 pays et plus de 400 entreprises ferroviaires.

## Description et usage

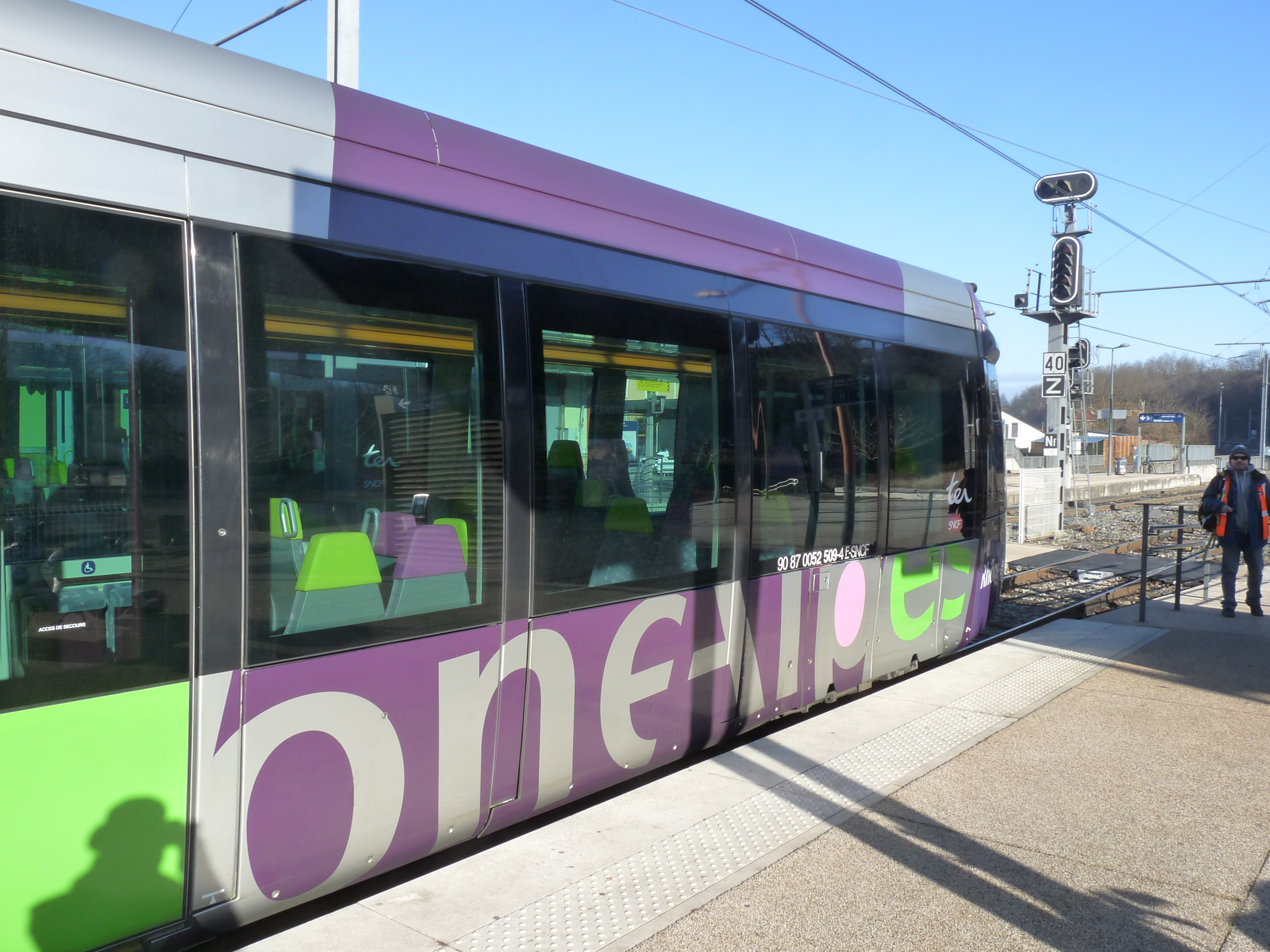
Motrice U 52509 du tram-train de l'ouest lyonnais, immatriculée 90 87 0052 509-4 F-SNCF. Code 90 : divers.

L'emploi de véhicules ferroviaires en trafic international nécessite d'identifier de manière précise les conditions d'échanges, tant pour l'interopérabilité que pour les conditions de maintenance réciproque.
Tous les véhicules qui circulent en trafic international (et, très souvent, en trafic national) comportent donc un numéro à 12 chiffres, dont les 2 premiers indiquent les conditions d'utilisations.
- de 01 à 49 et de 80 à 89[1] : wagon de marchandises
- de 50 à 79 : voiture pour les voyageurs
- de 90 à 99 : matériel moteur : locomotive, automoteur, véhicule spécial
  - 90 : divers[2] (tram-train, locomotive à vapeur…)
  - 91 : locomotive électrique
  - 92 : locomotive thermique (habituellement locomotive Diesel, mais incluant aussi locomotive à turbine à gaz)
  - 93 : rame automotrice électrique à grande vitesse (automotrice ou remorque)
  - 94 : rame automotrice électrique (sauf grande vitesse) (automotrice ou remorque)
  - 95 : rame automotrice diesel (automotrice ou remorque)
  - 96 : remorque spécialisée
  - 97 : engin électrique de manœuvre
  - 98 : engin diesel de manœuvre
  - 99 : véhicule spécial (exemple : bourreuse)

## Codification actuelle

### Voitures voyageurs
La codification actuelle, mise à jour en 2015, s'intitule désormais « codes d'aptitude au trafic international utilisés pour les véhicules remorqués de transport de voyageurs ». Elle a été simplifiée par rapport aux codifications précédentes.
| Code | Libellé                                                                                               |
| ---- | --- |
| 50   | Voiture pour le trafic national                                                                       |
| 51   | Voiture non climatisée (y compris les wagons porte-autos) à écartement fixe                           |
| 52   | Voiture non climatisée à écartement variable (1435/1524) (écartement russe)                           |
| 54   | Voiture non climatisée à écartement variable (1435/1668) (écartement ibérique)                        |
| 55   | Véhicule historique                                                                                   |
| 57   | Voiture PPW à écartement fixe                                                                         |
| 58   | Voiture PPW à écartement variable (1435/1524) (écartement russe) par changement de bogies             |
| 59   | Voiture PPW à écartement variable (1435/1524) (écartement russe) , avec essieux à écartement variable |
| 60   | Véhicule de service pour le trafic national                                                           |
| 61   | Voiture climatisée à écartement fixe                                                                  |
| 62   | Voiture climatisée à écartement variable (1435/1524) (écartement russe)                               |
| 63   | Véhicule de service apte au trafic international                                                      |
| 64   | Voiture climatisée à écartement variable (1435/1668) (écartement ibérique)                            |
| 65   | Wagon porte-autos                                                                                     |
| 67   | Voiture PPW à écartement fixe                                                                         |
| 68   | Voiture PPW à écartement variable (1435/1524) (écartement russe) par changement de bogies             |
| 69   | Voiture PPW à écartement variable (1435/1524) (écartement russe) , avec essieux à écartement variable |
| 70   | Voiture climatisée et pressurisée pour le trafic national                                             |
| 71   | Voiture climatisée et pressurisée pour le trafic international                                        |
| 75   | Autre véhicule                                                                                        |

PPW (Prawila Polsowanij Wagonam) : voitures immatriculées par l'OSJD.

### Wagons de fret

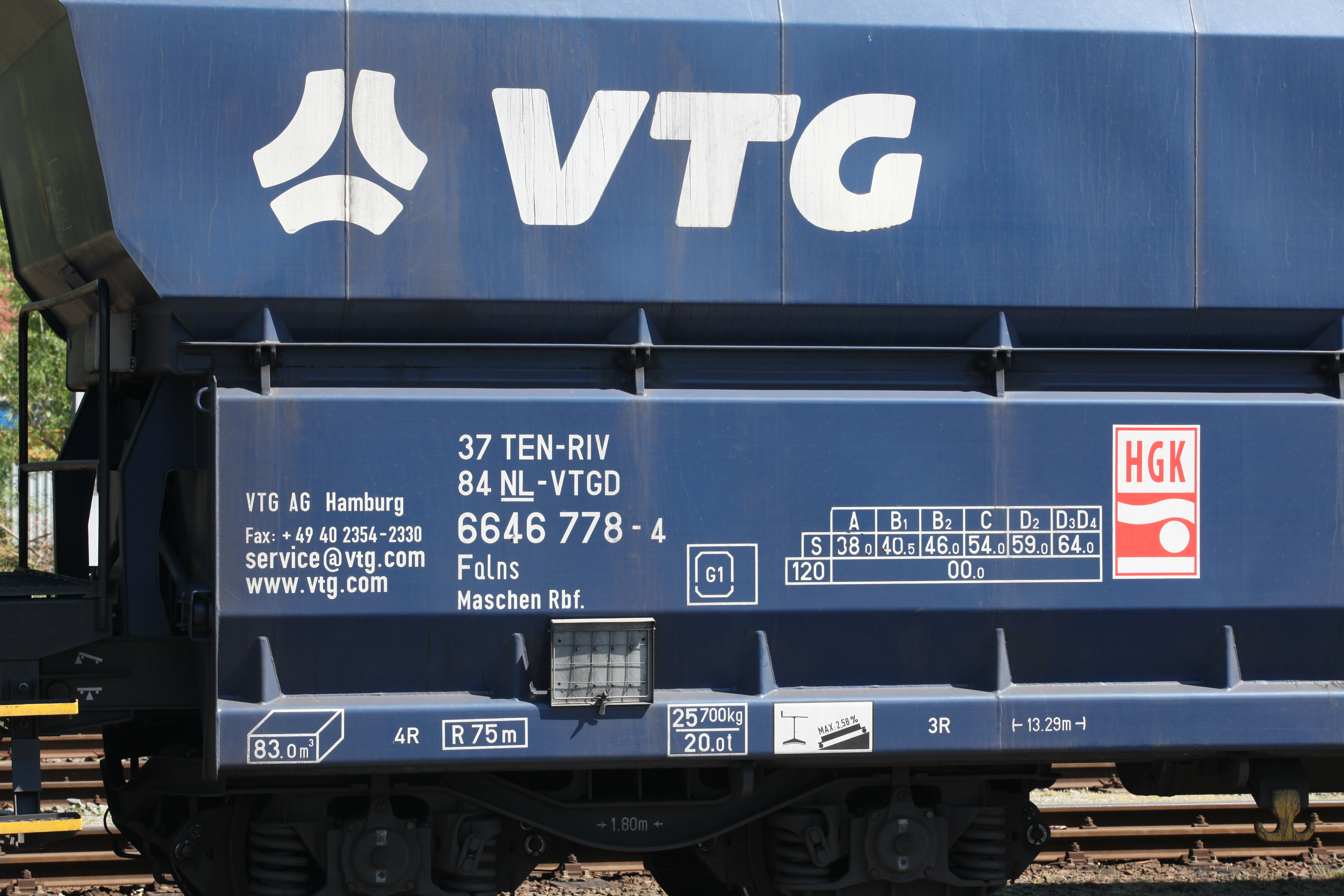
Wagon trémie immatriculé aux Pays-Bas après 2006, de la compagnie VTG. Code 37 : wagon privé à bogies conforme à la STI.

Depuis 2006, la codification est la suivante :

## Codification antérieure

### Voitures voyageurs
Plusieurs codifications successives ont été utilisées :
- de 1964 à 1973 : le code d'échange ne dépend pas de la climatisation des voitures.

| Code | Libellé |
| ---- | --- |
| 50   | Voiture du service intérieur |
| 51   | Voiture RIC à écartement fixe |
| 52   | Voiture RIC/PPW à écartement variable (1435/1524) (écartement russe) par changement de bogies                                        |
| 53   | Voiture RIC/PPW à écartement variable (1435/1524) (écartement russe) avec essieux à écartement variable                              |
| 54   | Voiture RIC/PPW à écartement variable (1435/1668) (écartement ibérique) par changement de bogies                                     |
| 55   | Voiture RIC/PPW à écartement variable (1435/1668) (écartement russe) avec essieux à écartement variable                              |
| 56   | Voiture au gabarit britannique |
| 57   | Voiture PPW à écartement fixe |
| 58   | Voiture PPW à écartement variable (1435/1524) (écartement russe) par changement de bogies                                            |
| 59   | Voiture PPW à écartement variable (1435/1524) (écartement russe) , avec essieux à écartement variable                                |
| 60   | Véhicule de service intérieur, utilisé exclusivement pour les besoins propres des réseaux et ne participant pas au trafic commercial |
| 61   | Voiture (type TEE ou Eurocity) à écartement fixe                                                                                     |
| 62   | Voiture (type TEE ou Eurocity) RIC/PPW à écartement variable (1435/1524) (écartement russe) par changement de bogies                 |
| 63   | Voiture (type TEE ou Eurocity) RIC/PPW à écartement variable (1435/1524) (écartement russe) avec essieux à écartement variable       |
| 64   | Voiture (type TEE ou Eurocity) RIC/PPW à écartement variable (1435/1668) (écartement ibérique) par changement de bogies              |
| 65   | Wagon pour le transport d'automobiles, non RIC, en serice de trains auto-couchettes                                                  |
| 66   | Voiture (type TEE ou Eurocity) gabarit britannique                                                                                   |
| 67   | Voiture (type TEE ou Eurocity) PPW à écartement fixe                                                                                 |
| 68   | Voiture (type TEE ou Eurocity) PPW à écartement variable (1435/1524) (écartement russe) par changement de bogies                     |
| 69   | Voiture (type TEE ou Eurocity) PPW à écartement variable (1435/1524) (écartement russe) , avec essieux à écartement variable         |
| 71   | Voiture à écartement fixe exploitée en commun (pour les réseaux de l'UIC : voitures-lits du Pool TEN)                                |

RIC : Regolamento Internazionale delle Carrozze.
PPW (Prawila Polsowanij Wagonam) : voitures immatriculées par l'OSJD.
- De 1980 à 2015 : Les codes sont adaptés en fonction de la climatisation.

| Code | Libellé |
| ---- | --- |
| 50   | Voiture du service intérieur, climatisée ou non |
| 51   | Voiture non climatisée à écartement fixe (pour les réseaux de l'UIC, y compris véhicules RIC pour le transport d'automobiles)                               |
| 52   | Voiture non climatisée à écartement variable (1435/1524) (écartement russe)                                                                                 |
| 54   | Voiture non climatisée à écartement variable (1435/1668) (écartement ibérique)                                                                              |
| 55   | Voiture du service intérieur, appartenant à une entreprise privée                                                                                           |
| 56   | Voiture RIC gabarit britannique |
| 57   | Voiture non climatisée à écartement fixe pour le trafic PPW                                                                                                 |
| 58   | Voiture non climatisée à écartement variable (1435/1524) (écartement russe) pour le trafic PPW, par changement de bogies                                    |
| 59   | Voiture non climatisée à écartement variable (1435/1524) (écartement russe) pour le trafic PPW, avec essieux à écartement variable                          |
| 60   | Véhicule de service intérieur, climatisé ou non, utilisé exclusivement pour les besoins propres des réseaux et ne participant pas au trafic commercial      |
| 61   | Voiture climatisée à écartement fixe (pour Eurocity) |
| 62   | Voiture climatisée à écartement variable (1435/1524) (écartement russe) (pour Eurocity)                                                                     |
| 63   | Véhicule de service international, climatisé ou non, utilisés exclusivement pour les besoins propres des réseaux et ne participant pas au trafic commercial |
| 64   | Voiture climatisée à écartement variable (1435/1668) (écartement ibérique)                                                                                  |
| 65   | Transport d'autos avec trains de voyageurs |
| 66   | Voiture gabarit britannique, autre régime (wagons-lits par ex)                                                                                              |
| 67   | Voiture climatisée à écartement fixe pour le trafic PPW |
| 68   | Voiture climatisée à écartement variable (1435/1524) (écartement russe) pour le trafic PPW, par changement de bogies                                        |
| 69   | Voiture climatisée à écartement variable (1435/1524) (écartement russe) pour le trafic PPW, avec essieux à écartement variable                              |
| 70   | Voiture de service intérieur climatisée à écartement fixe et étanche à la pression                                                                          |
| 71   | Voiture à écartement fixe, climatisée ou non, exploitée en commun (pour les réseaux de l'UIC : voitures-lits du Pool TEN)                                   |
| 72   | Voiture-lits en ex-TEN, écartement variable |
| 73   | Voiture climatisée à écartement fixe et étanche à la pression (pour Eurocity)                                                                               |
| 75   | Voiture du service international, appartenant à une entreprise privée                                                                                       |

RIC : Regolamento Internazionale delle Carrozze.
PPW (Prawila Polsowanij Wagonam) : voitures immatriculées par l'OSJD.

### Wagons de fret

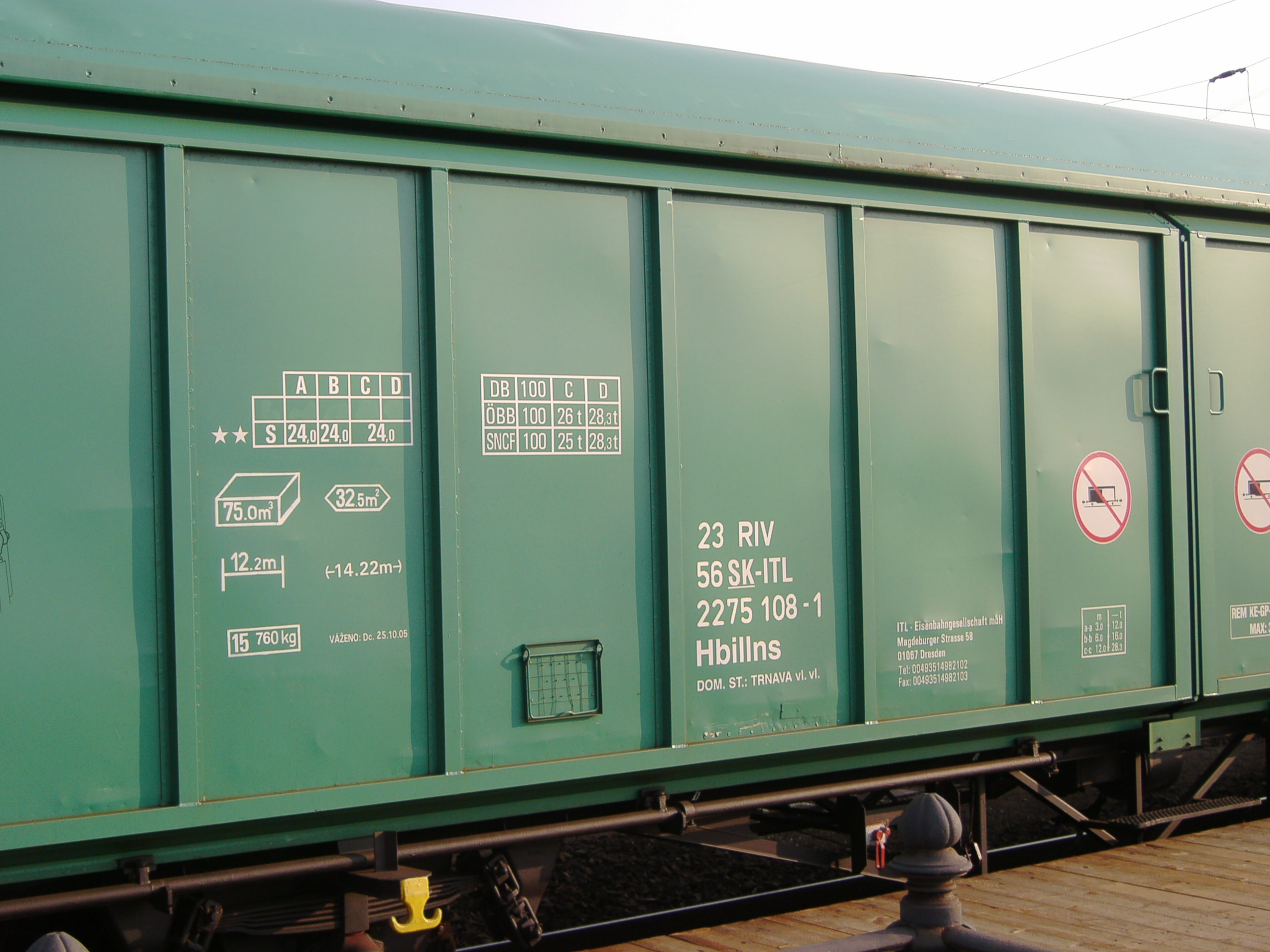
Wagon couvert immatriculé en Slovaquie avant 2006, de la compagnie ITL. Code 23 : wagon privé RIV à essieux.

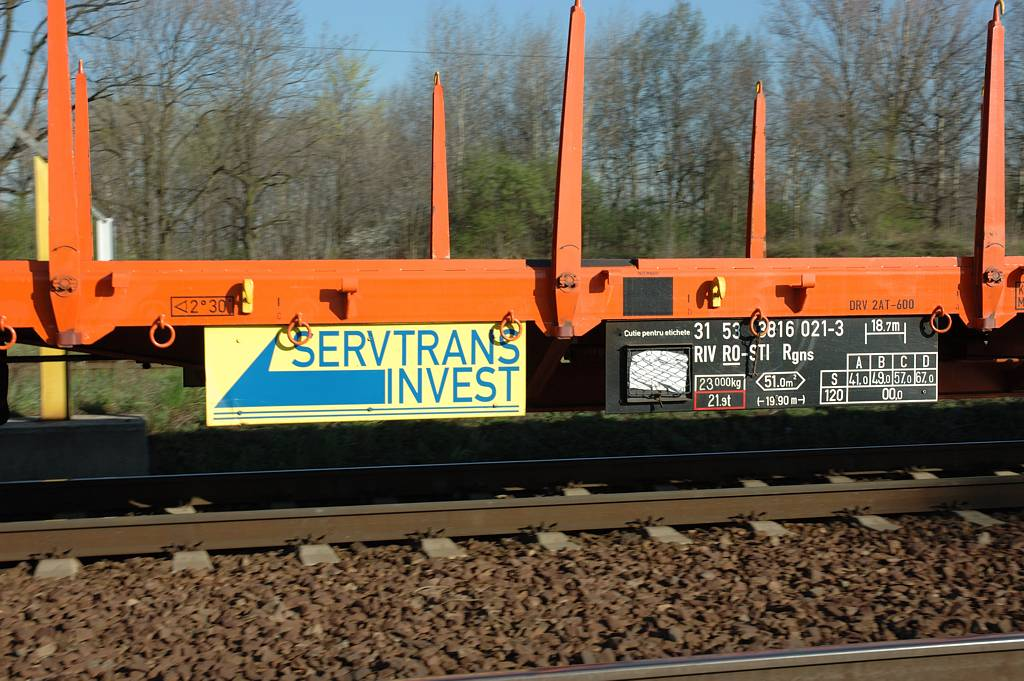
Wagon plat à bogies immatriculé en Roumanie avant 2006, de la compagnie Servtrans. Code 31 : wagon privé RIV à bogies.

Jusqu'en 2006, les valeurs suivantes étaient utilisées :
| Code | Libellé                                      |
| ---- | -------------------------------------------- |
| 11   | Wagon EUROP à essieux (exploitation en pool) |
| 21   | Wagon EUROP à bogie (exploitation en pool)   |
| 31   | Wagon NON EUROP à bogies                     |
| 35   | Wagon loué [P]                               |